# 超級馬拉松

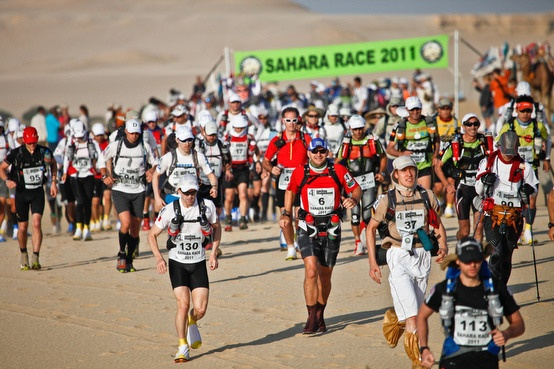
2011年的一場超級馬拉松活動

超級馬拉松（英語：Ultramarathon），簡稱超馬，一種長跑運動競賽，距離超過標準馬拉松的42.195公里。超級馬拉松通常分成兩種，一種有固定距離，常見的距離有50公里、100公里、50英里（80.4672公里）、100英里（160.9344公里）。其中50公里、100公里是国际田径联合会（IAAF）承認的世界記錄。另一種競賽方式，則是雙倍馬拉松、24小時賽（24-hour run）、1000公里賽等，可能要用一天或多天才能完成。

## 歷史
超級馬拉松自1980年代興起，知名賽事如1983年起的斯巴達超馬、撒哈拉超馬均已有三十多年歷史。